# Röjtökmuzsaj
Röjtökmuzsaj là một thị trấn thuộc hạt Győr-Moson-Sopron, Hungary. Thị trấn này có diện tích 15,86 km², dân số năm 2010 là 445 người, mật độ 28 người/km².